# Пугачёв (город)
Пугачёв (до 1918 года — Никола́евск) — город (с 1835 года) в России, административный центр Пугачёвского района и муниципального образования город Пугачёв Саратовской области.
Население — 40 127 чел. (2021).

## География
Пугачёв — самый восточный из всех городов региона. Расположен на возвышенности Каменный Сырт, на правом берегу реки Большого Иргиза, в 240 км к северо-востоку от Саратова и в 183 км к юго-западу от Самары. Железнодорожная станция Пугачёвск. На северной окраине города находится военный аэродром. Через Пугачёв проходит автодорога Р229 Самара — Волгоград.
| С-З | 145 км — Хвалынск 208 км — Сызрань                  | 130 км — Чапаевск 183 км — Самара | 200 км — Кинель 240 км — Нефтегорск | С-В |
| З   | 72 км — Балаково 130 км — Вольск 604 км — Волгоград | Роза ветров                       | 315 км — Уральск 412 км — Оренбург  | В   |
| Ю-З | 155 км — Маркс 200 км — Энгельс 240 км — Саратов    | 116 км — Ершов                    | 123 км — Озинки                     | Ю-В |

## История
В январе 1762 взошедший на престол Пётр III разрешил ушедшим за границу старообрядцам возвращаться в Российскую империю «без всякой боязни и страха». При этом старообрядцы были приравнены в отношении религиозной свободы к иноверцам, жившим внутри империи. В декабре 1762 года Екатерина II, занявшая престол после дворцового переворота, также позволила старообрядцам возвратиться и поселиться в Поволжье. В 1763 году была упразднена раскольничья контора. Так в окрестностях рек Большой и Малый Иргиз стали возникать старообрядческие общины.
В 1764 году старообрядцами была основана слобода Мечетная. Такое название слобода получила от мечети, найденной первыми поселенцами на месте этого селения. Слобода в ту пору представляла собой одну улицу. По переписи 1765 года в ней числилось 264 души мужского пола.
К 1770-м годам в окрестностях слободы было четыре старообрядческих скита: Пахомиев и Филаретов, Исакиев и женский Анфисин скит на берегу Иргиза. В 1772 году в слободе Мечетной оказался беглый казак Емельян Пугачёв. Именно здесь, узнав от игумена старообрядческого скита старца Филарета о волнениях яицких казаков, Пугачёв решил выдать себя за царя Петра III.
В 1780 году образовано Саратовское наместничество. Слобода Мечетная в составе Вольского уезда.
В начале XIX века население на Иргизе настолько увеличилось, что указом императора Николая I от 18 декабря 1835 года образовано было в заволжской части тогдашней Саратовской губернии три уезда — Николаевский, Новоузенский и Царёвский. Слобода Мечетная назначена была городом с переименованием в Никола́евск. Торжественное открытие нового уездного города состоялось 9 мая (21 мая по новому стилю) 1836 года.
1 января 1851 года Николаевск отчислен уездным городом во вновь образованную Самарскую губернию.
В 1891 году в центральной России, в том числе и в Николаевском уезде Самарской губернии, был полный неурожай хлебов. Крестьяне страдали от голода. Помощью голодающим в уезде в 1891—1892 годах занимался В. А. Оболенский.
В 1893 году южнее Николаевска началось строительство железнодорожной линии Покровская Слобода — Уральск на Рязано-Уральской железной дороге. В октябре 1894 года участки Покровская Слобода — Ершов и Ершов — Уральск были сданы в эксплуатацию. Тогда же в 1894 году Инженерный совет министерства путей сообщения рассмотрел проект узкоколейной ветви от станции Ершов Покровско-Уральской железной дороги к городу Николаевску. И в 1895 году железнодорожная ветка Ершов — Николаевск длиной 88 вёрст была построена. Открытие состоялось 28 августа 1895 года. Станция называлась «Николаевскъ Уральскій».
27 ноября (10 декабря) 1917 года в городе была в первый раз установлена советская власть.
В мае 1918 года в Поволжье, на Урале и в Сибири началось восстание Чехословацкого корпуса. 8 июня 1918 года в результате совместного выступления чехословаков и российских офицерских дружин была свергнута власть Советов в Самаре и провозглашён переход власти к Комитету членов Учредительного собрания. Советская власть объявила о начале принудительной мобилизации в Рабоче-крестьянскую Красную армию. К июлю 1918 года Николаевский уезд стал критически важным районом для противоборствующих сторон, сформированные отряды Красной гвардии и Николаевские полки препятствовали соединению войск Комуча с уральскими казаками и продвижению их вниз по Волге. Против большевиков в Николаевском уезде действовали части под командованием Ф. Е. Махина, среди которых были чехи под командованием Гусарека. 20 августа 1918 года им удалось занять Николаевск. Однако 21 августа артиллерия отряда В. И. Чапаева обстреляла город, а затем заняла его.
По инициативе Чапаева 11 ноября 1918 года Николаевск был переименован в честь Пугачёвской бригады в Пугачёв.
14 мая 1928 года Самарская губерния была упразднена, и город Пугачёв вошёл в состав вновь созданной Нижне-Волжской области, которая просуществовала до 11 июня] 1928 года.
Нижне-Волжская область была преобразована в Нижне-Волжский край, просуществовавший до 10 января 1934 года.
В 1928—1930 годах город был центром Пугачёвского округа, одновременно с 1928 года по настоящее время — центр Пугачёвского района в административно-территориальных образованиях областного уровня.
10 января 1934 года Нижне-Волжский край был преобразован в Саратовский край, a 5 декабря 1936 года — в Саратовскую область.

## Население
| 1856    | 1890    | 1897    | 1910    | 1913    | 1926    | 1931    | 1939    | 1959    | 1967    |
| ------- | ------- | ------- | ------- | ------- | ------- | ------- | ------- | ------- | ------- |
| 5700    | ↗13 795 | ↘12 500 | ↗14 908 | ↗15 800 | ↗17 500 | ↗18 500 | ↗24 454 | ↗32 725 | ↗35 000 |
| 1970    | 1974    | 1979    | 1989    | 1992    | 1996    | 1998    | 2000    | 2001    | 2002    |
| ↘33 963 | ↗35 000 | ↗39 050 | ↗40 890 | ↗41 400 | ↗42 200 | →42 200 | ↗42 600 | ↗42 700 | ↘41 436 |
| 2003    | 2005    | 2006    | 2007    | 2008    | 2009    | 2010    | 2011    | 2012    | 2013    |
| ↘41 400 | ↗42 000 | ↗42 200 | ↗42 400 | ↗42 700 | ↗42 895 | ↘41 707 | ↘41 706 | ↘41 574 | ↘41 355 |
| 2014    | 2015    | 2016    | 2017    | 2018    | 2019    | 2020    | 2021    |         |         |
| ↗41 375 | ↘41 356 | ↘41 286 | ↘41 056 | ↘40 895 | ↗40 927 | ↘40 656 | ↘40 127 |         |         |

На 1 января 2025 года по численности населения город находился на 378-м месте из 1124 городов Российской Федерации.

## Органы власти
В Пугачёве помимо городских властей также находятся органы власти Пугачёвского муниципального района.
Судебную власть осуществляет Пугачёвский районный суд. Работают мировые судьи (4 судебных участка).

## Экономика
Наиболее значимые промышленные предприятия: мукомольный завод, хлебозавод, молочный завод, завод по добыче и переработке нерудных строительных материалов, дробильно-сортировочный завод.
Ранее в Пугачёве на военном аэродроме дислоцировался учебный вертолётный полк. В 2011 году полк расформирован, персонал (800 человек) уволен. 1 декабря 2023 года на основании директивы Генштаба Вооружённых Сил Российской Федерации была сформирована учебная авиационная база 2-го разряда в Пугачёве с составом из трёх учебных вертолётных эскадрилий на Ми-8.
В сентябре 2017 года западнее Пугачёва, в Пугачёвском районе, была открыта солнечную электростанцию компании «Хэвел» — совместного предприятия «Реновы» и «Роснано».

## Транспорт
В городе функционируют 6 автобусных маршрутов, обеспечивающих внутригородское пассажирское сообщение.
Пугачёв имеет транспортные связи с Саратовом, Самарой, Балаково, Вольском.

Железнодорожный узел связывает Центр, Юг и Сибирь России.5

## Образование
В городе 7 средних общеобразовательных школ:
- школа № 1 имени Т. Г. Мазура
- школа № 2
- школа № 3
- школа № 4
- школа № 5
- школа № 13 имени М. В. Ломоносова
- школа № 14 имени П. А. Столыпина

Школа-интернат для детей-сирот и детей, оставшихся без попечения родителей на ул. Топорковская, 40. Действует с 1959 года. В школе 9 классов. Предоставляется начальное (4 года) и основное (5 лет) общее образование.
Действуют два учебных заведения среднего профессионального образования:
- Пугачёвский аграрно-технологический техникум (бывшее профессиональное училище № 67, ГОУ НПО).
- Пугачёвский гидромелиоративный техникум имени В. И. Чапаева — филиал Саратовского государственного аграрного университета имени Н. И. Вавилова.

## Печатные СМИ
- Центральная газета «Новое Заволжье»[34];
- Общественно-политическая газета «Пугачёвское время»[35];
- Периодическое издание (региональная газета) «Провинциальная жизнь»[36];
- Интернет-газета «В Пугачёве без проблем»[источник?].

## Культура
- Краеведческий музей имени К. И. Журавлёва на улице Топорковская, 25 (здание построено в 1836 году)[37];
- Мемориальный дом-музей В. И. Чапаева на улице Карла Маркса, 229[38];
- Городской дом культуры (бывший совхозно-колхозный театр, затем профессиональный драматический, работавшие в 1934—1960 годах[39]), ныне муниципальное учреждение культуры, репетиционные и концертные площадки которого предоставлены самодеятельным коллективам, в том числе пугачёвскому народному театру[40];
- Клуб «Железнодорожный» на Вокзальной улице, 20А, на базе которого работает киноцентр[41].
- Кинотеатр «Октябрь» на Революционном проспекте, 184/3 (с 2015 года)[42].

В городе 7 библиотек, в том числе Центральная городская библиотека на Революционном проспекте.

## Религия

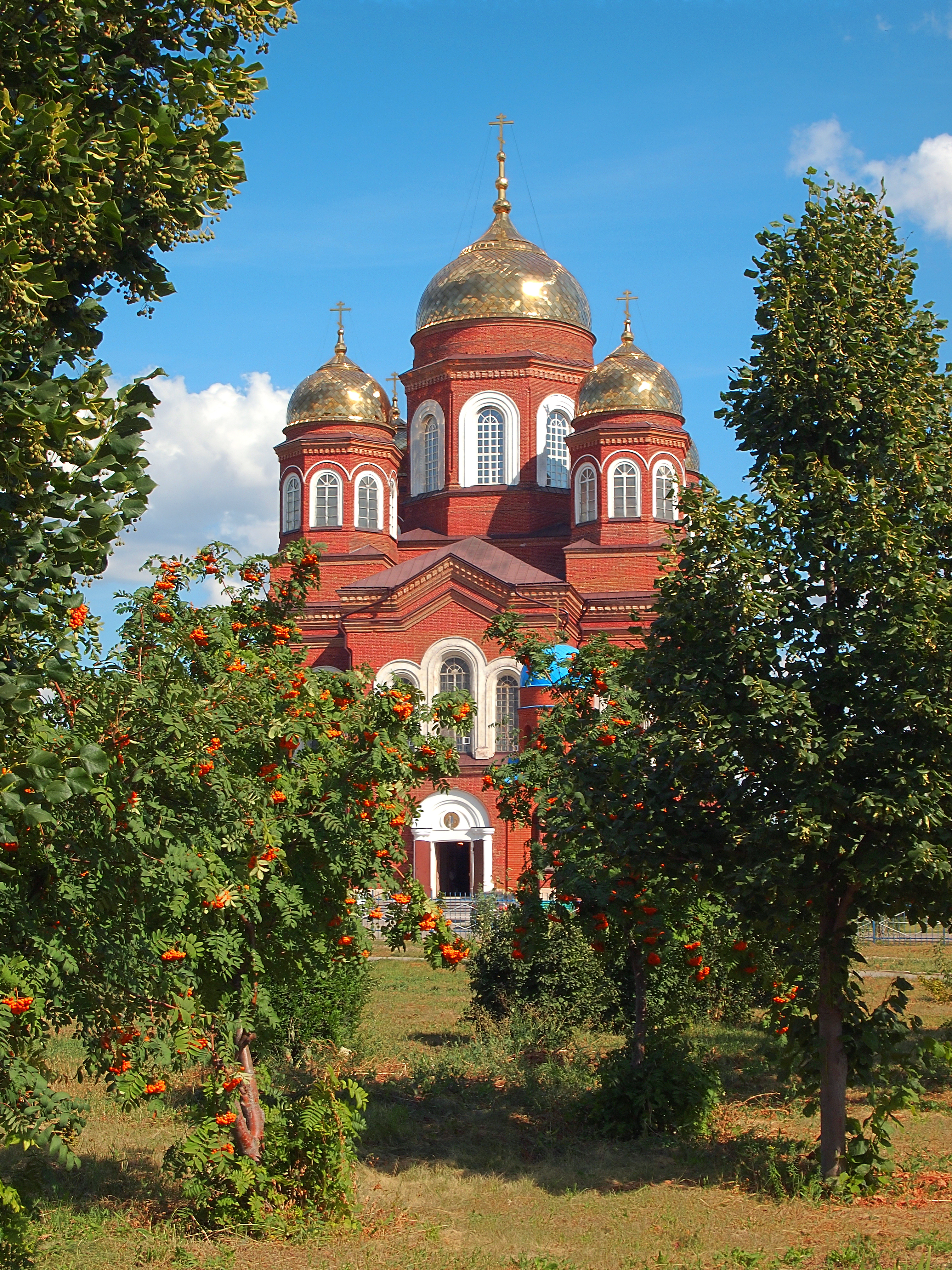
Собор Воскресения Христова на улице Топорковской

В городе действует один из старейших православных храмов Саратовской области собор Воскресения Христова (Свято-Воскресенский соборный храм) Николаевского благочиния Покровской епархии Русской православной церкви. Построен в 1899 году по инициативе городского головы С. О. Локтева на средства семьи Локтевых и пожертвования городских купцов. Архитектор — Алексей Салько.
Также действует соборная мечеть.

## Достопримечательности

### Архитектура
- Купеческий особняк (ныне здание художественной школы),
- Земство (ныне здание администрации),
- Торговый дом братьев Шмидт (1912),
- Мужская гимназия (ныне сельскохозяйственный техникум)

|                                                                 |                                                            |                                            |                                                 |                                                                                         |
| Здание торгового дома «А. А. Шмидт и сын». Ул. Топорковская, 10 | Здание Николаевского уездного земства. Ул. Пушкинская, 280 | Здание реального училища. Ул. Горького, 21 | Здание Русско-торгового банка. Ул. Горького, 24 | Здание магазин крестьянина В. Горкина, с зелёными изразцами на фасаде. Ул. Горького, 34 |

### Скульптура и памятники

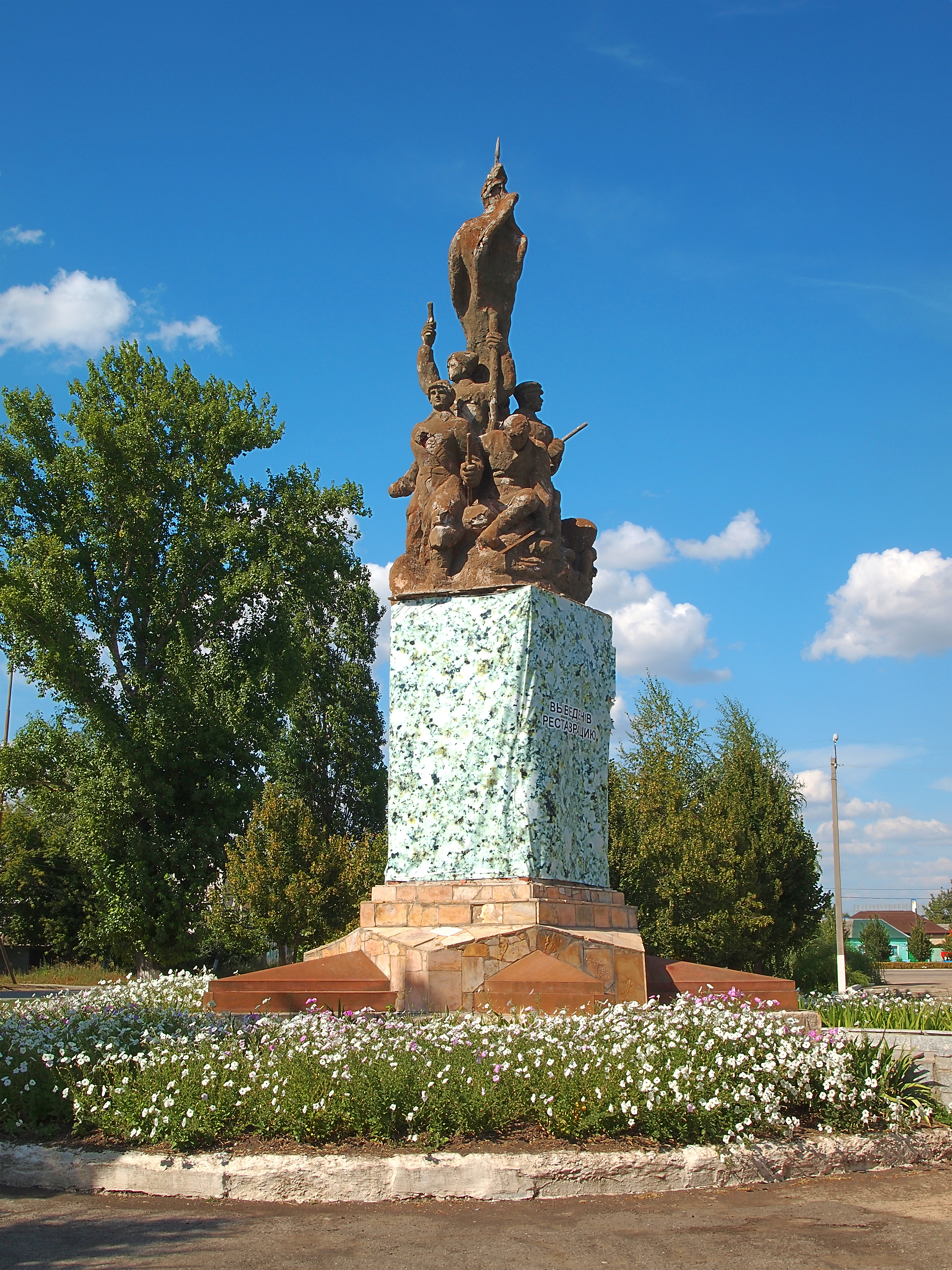
Памятник участникам Гражданской войны

- Бюст писателя А. Н. Толстого, уроженца Николаевска. Скульптор — народный художник СССР С. Д. Меркуров. Открыт в ноябре 1959 года. Расположен напротив центральной городской площади в сквере имени А. Н. Толстого.
- Бюст В. И. Чапаева. Установлен в 1957 году. Расположен перед зданием дома-музея В. И. Чапаева.
- Памятник В. И. Чапаеву
- Памятник С. М. Кирову
- Памятник В. И. Ульянову (Ленину)
- Памятник участникам Гражданской войны, установлен в сквере имени И. М. Плясункова в 1957 году, скульптор — Евгений Тимофеев[44].
- Памятный знак — вертолёт Ми-24В на постаменте, который использовался во время Советской войны в Афганистане с 1985 по 1987 год. Был открыт в августе 2017 года. Посвящён лётчикам и техникам пугачёвского учебного вертолётного полка[45].

## Особо охраняемые природные территории
- Урочище «Орловские увалы»[46].
- Ландшафтно-ботанический памятник природы «Тюльпанная степь»[47].

## Известные уроженцы
- Григорьев Виктор Сергеевич (род. 1951) — оперный певец (бас), солист Саратовского академического театра оперы и балета.
- Новиков Виктор Абрамович (1943—2024) — советский и российский театральный деятель, художественный руководитель драматического театра им. В. Ф. Комиссаржевской.
- Пономарёв-Степной Николай Николаевич (род. 1928) — советский и российский физик-ядерщик, академик РАН (1991).
- Саитов Асят Мансурович (род. 1965) — советский и российский профессиональный шоссейный велогонщик, мастер спорта международного класса.
- Сериков Владислав Пахомович (род. 1927) — заслуженный строитель РСФСР, предложивший почин бригадного подряда в промышленном строительстве, Герой Социалистического труда.
- Толстой Алексей Николаевич (1883—1945) — русский и советский писатель и общественный деятель из рода Толстых. Автор романов, повестей и рассказов, публицист.

## Массовые беспорядки в Пугачёве
В ночь с 5 на 6 июля 2013 года около городского кафе в Пугачёве произошла драка между приезжим 16-летним подростком (этническим чеченцем) и 20-летним местным жителем (русским), который от полученной колото-резаной раны вскоре скончался в больнице. Убийца был вскоре пойман. Это преступление всколыхнуло население города. Вечером 7 июля на городской площади произошёл стихийный митинг, участники которого направились в северо-западный микрорайон Пугачёва, где проживают уроженцы Чечни. В результате завязалась массовая драка, в которой приняло участие несколько сотен человек. На следующий день около администрации Пугачёвского района вновь собрался несанкционированный митинг, на котором властям было выставлено требование выселить чеченцев из города. В тот же день около 350 человек перекрыли межрегиональную автотрассу Саратов—Самара.
В некоторых СМИ и в интернет-изданиях прошли сообщения и демонстрировался ролик о вводе войск и бронетехники в Пугачёв, однако эта информация была вскоре опровергнута. 9 июля саратовские чиновники отрапортовали, что ситуация в Пугачёве нормализовалась. Однако, горожане снова собрались на площади перед зданием администрации, после чего прорвали полицейское оцепление и вновь перекрыли трассу.
Официальные власти опровергают версию о межнациональном конфликте, ссылаясь на то, что оба участника конфликта были в состоянии алкогольного опьянения на момент совершения преступления, а также на то, что потерпевший состоял в дружбе с земляками преступника, которые проживают в Пугачёве, однако местные жители считают иначе.